# Pölkenstraße 37 (Quedlinburg)

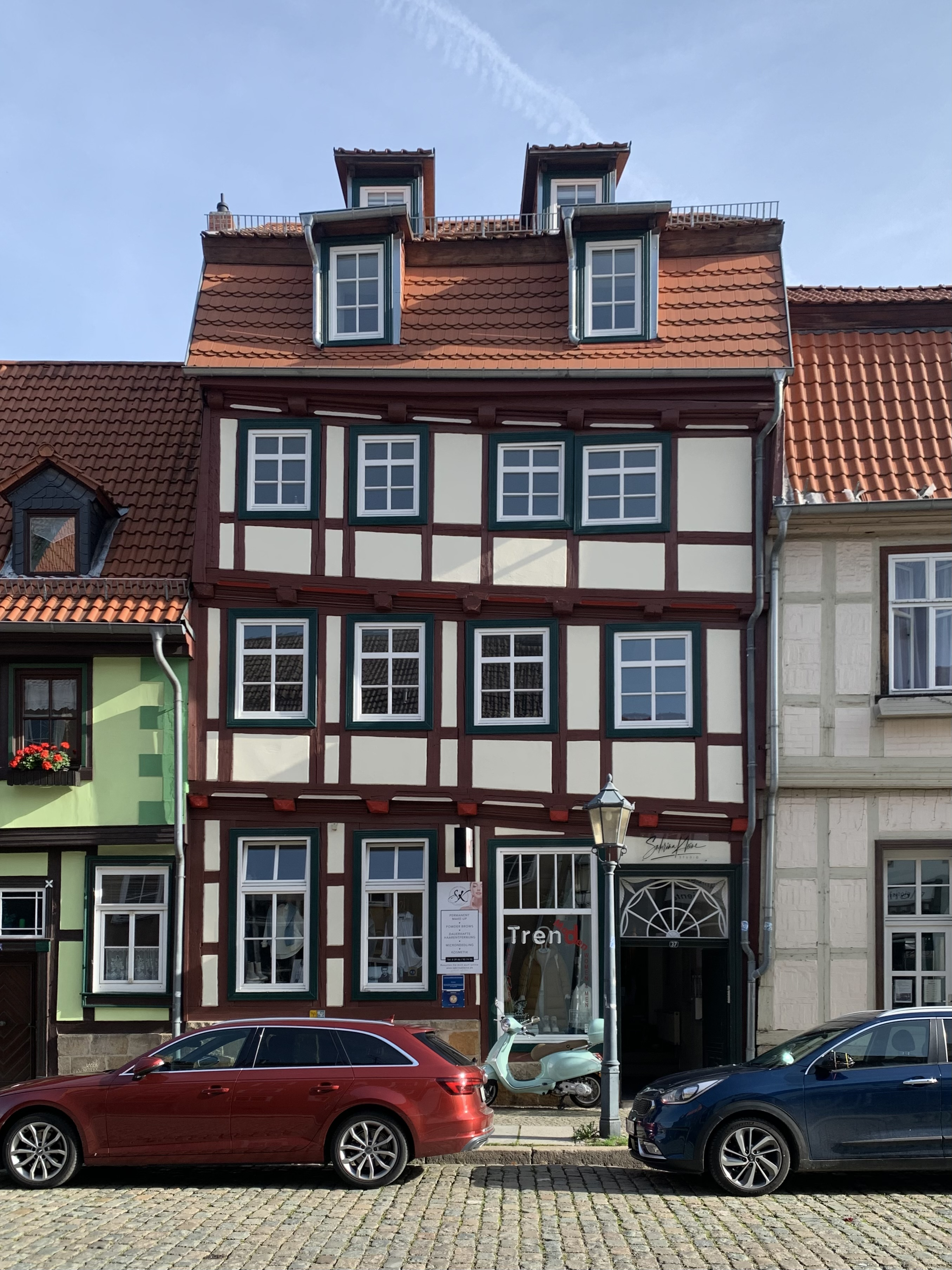
Haus Pölkenstraße 37

Das Haus Pölkenstraße 37  ist ein denkmalgeschütztes Gebäude in der Stadt Quedlinburg in Sachsen-Anhalt.

## Lage
Es befindet sich in der historischen Neustadt Quedlinburgs und gehört zum UNESCO-Weltkulturerbe.

## Architektur und Geschichte
Das dreigeschossige Fachwerkhaus entstand in der Zeit um 1720. Bemerkenswert ist eine seit der Erbauung eingetretene starke Verschiebung innerhalb des Fachwerkgefüges, die dazu führte, dass die rechte Seite stärker eingesunken ist. Die Stock- und Dachschwellen der Fassade sind mit stilisierten Schiffskehlen verziert. Es finden sich auch profilierte Füllhölzer sowie Pyramidenbalkenköpfe. Bedeckt ist das Gebäude mit einem Mansarddach.
Die auf der rechten Fassadenseite befindliche Eingangstür entstand um 1820 und verfügt über ein gefächertes Oberlicht.